# Galleria Riga
Galleria Riga est un centre commercial situé dans le voisinage Centrs à Rīga en Lettonie.

## Présentation
Le centre commercial Galleria Riga a une entrée au 67 rue Dzirnavu iela et une autre entrée au 10, rue Blaumaņa iela.
Le centre occupe une superficie est de 41 000 m² dont 29 700 m² de commerces.
Le centre compte 8 étages commerciaux et deux niveaux de stationnement souterrains.
Au premier étage, se vendent des commerces d'articles du quotidien, des magasins de soins de beauté.
Du deuxième au quatrième étage se trouvent des magasins de mode, vêtements, chaussures, accessoires et sous-vêtements.
Le cinquième étage est dédié aux espaces de cotravail.
Au sixième étage, un club de sport, une librairie, ainsi qu'une clinique de santé et de réadaptation. Le septième étage abrite des restaurants et un magasin d'alcool.
Galleria Riga abrite des magasins tels que Suit Supply, H&M, Reserved, Danija, un supermarché Rimi.
Au 8ème étage, sur le toit du centre commercial, se trouve une terrasse extérieure avec vue panoramique sur les toits de Riga.
La terrasse accueille en hiver un restaurant et une patinoire. En été elle accueille 3 restaurants.
Un parking souterrain sur deux niveaux ouvert 24h/24 avec des bornes de recharge pour voitures électriques est disponible.

## Propriétaires
Le centre appartient à East Capital Baltic Property Fund III'.

## Galerie

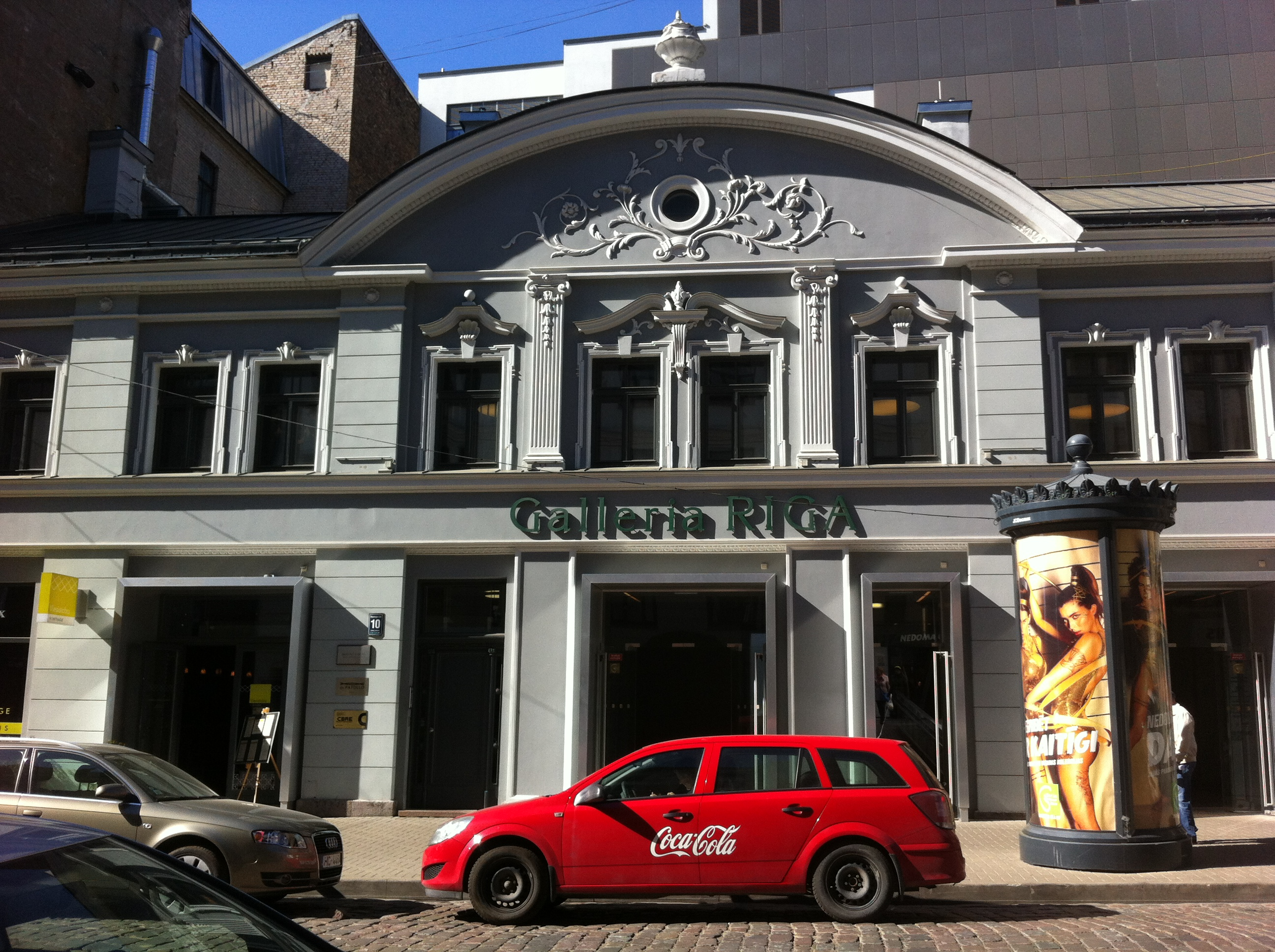
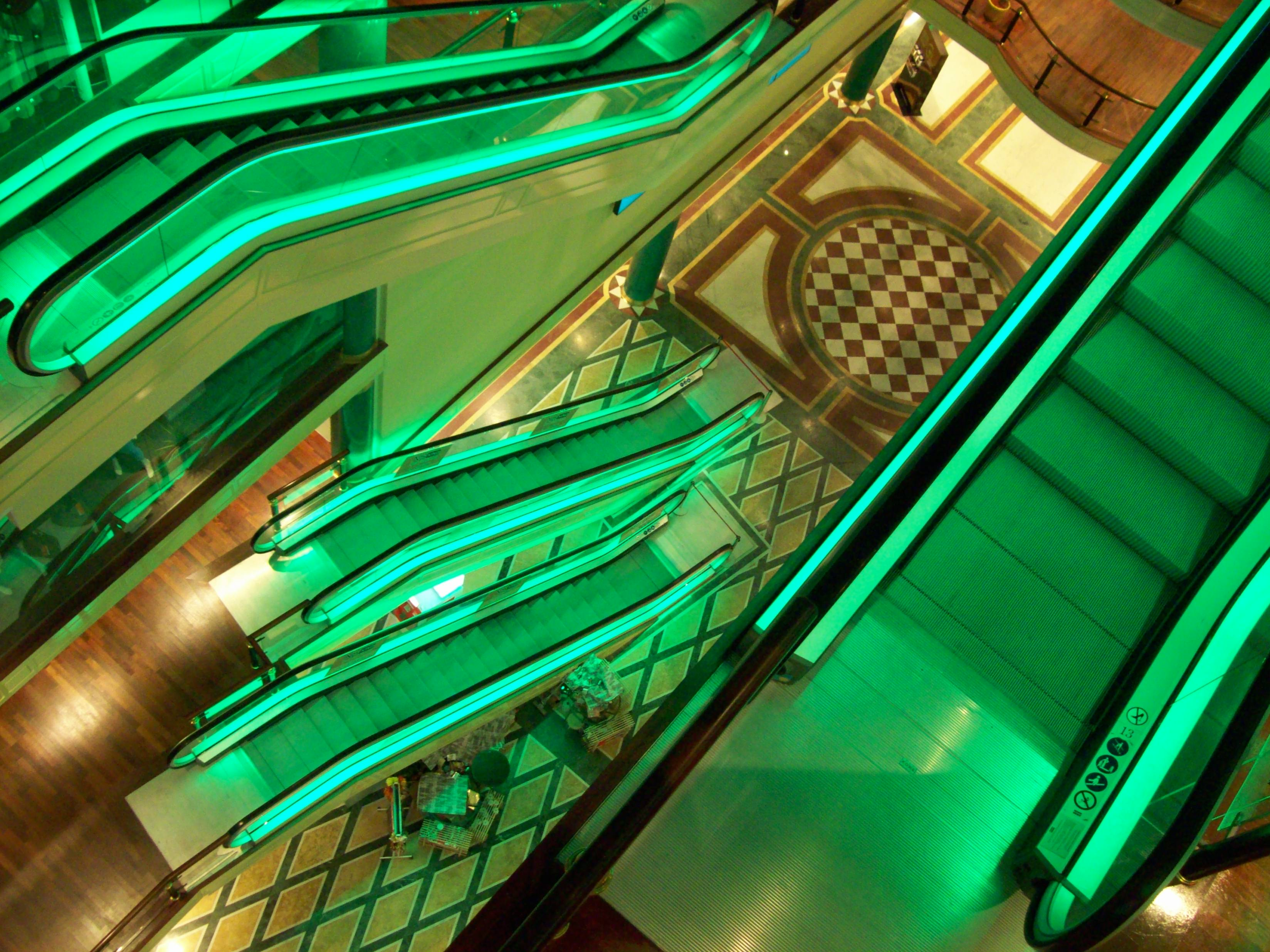
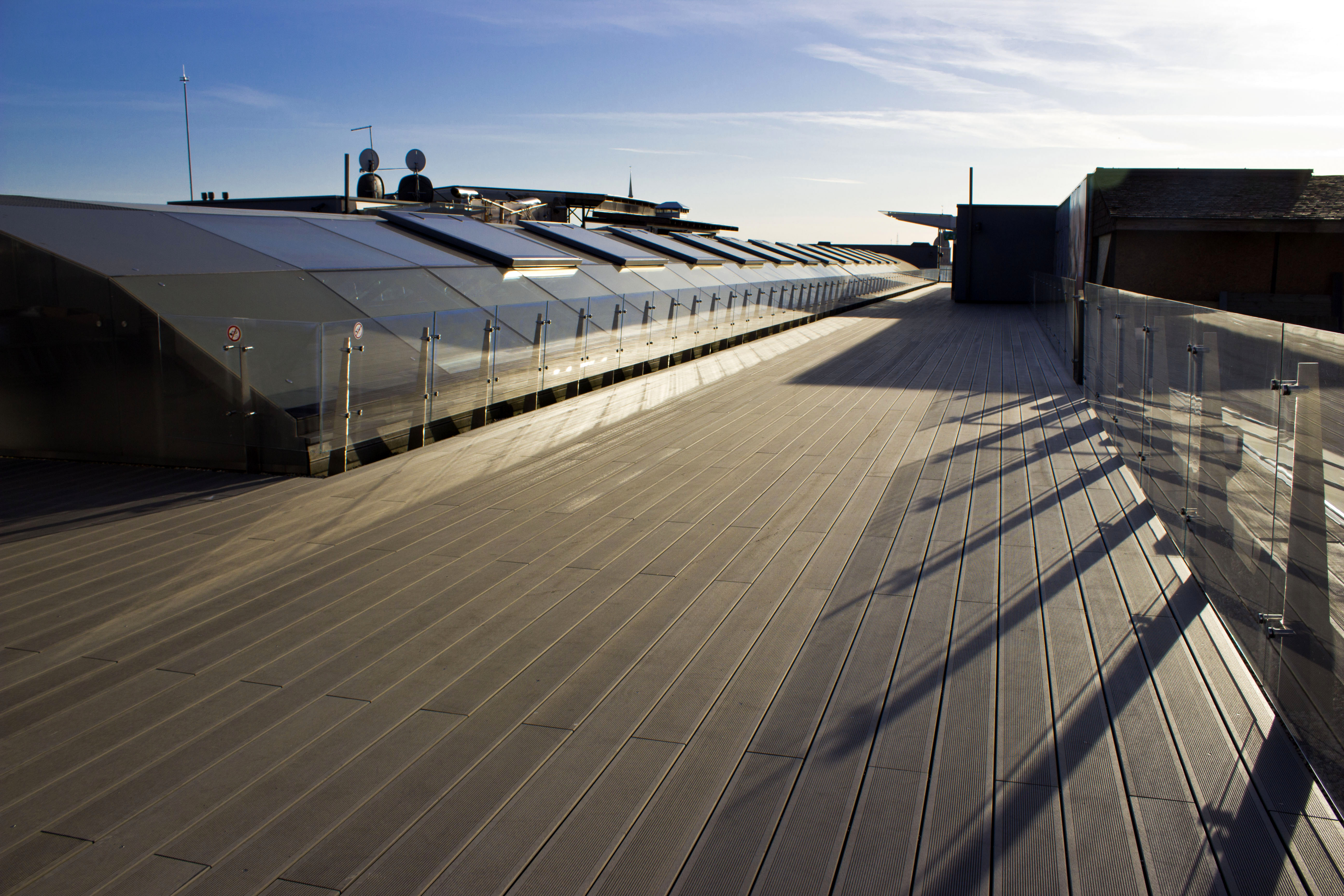